# Aminata Aboubakar Yacoub
Aminata Aboubakar Yacoub (Epéna, 22 juni 1989) is een zwemster uit Congo-Brazzaville. Ze vertegenwoordigde haar land op de Olympische Zomerspelen 2012 in Londen op het onderdeel 50 meter vrije slag. Ze eindigde op de 69e plaats met een tijd van 34,64 seconden. 

## Belangrijkste resultaten
| Jaar | Olympische Spelen  | WK langebaan | WK kortebaan |
| ---- | ------------------ | ------------ | ------------ |
| 2012 | 69e 50m vrije slag |              |              |